# Écho et Narcisse (Waterhouse)
Pour les articles homonymes, voir Écho et Narcisse.
Écho et Narcisse — ou en anglais : Echo and Narcissus — est un tableau réalisé par le peintre britannique John William Waterhouse en 1903. De format horizontal, cette huile sur toile préraphaélite est une peinture mythologique constituant une illustration de l'épisode des Métamorphoses d'Ovide mettant en scène Écho et Narcisse. Assise un sein nu près d'un arbre, la nymphe Écho y regarde Narcisse, allongé sur le ventre, se perdre dans la contemplation de son propre reflet à la surface d'une mare. Achetée à l'artiste l'année de sa création, l'œuvre est conservée à la Walker Art Gallery, à Liverpool.